# Rattus giluwensis
Rattus giluwensis es una especie de roedor de la familia Muridae.

## Distribución geográfica
Se encuentra únicamente en Papúa Nueva Guinea.